# Colt M1873
Colt Army Revolver (M1873) revolver (forgópisztoly)
A Colt fegyvergyár első, fémhüvelyes, központos gyújtású töltényt tüzelő revolvere. Gyártása 1871-ben kezdődött, katonai fegyverként 1872-ben rendszeresítették (ezért egyes irodalmi források M1872 típusjellel említik), és 1892-ig maradt a hadsereg felszerelésében. A tüzérségnél és a lovasságnál is használták (Peacemaker és Frontier típusjelzéssel). Kezdettől fogva polgári célokra is alkalmazták, ezért 1950-ig folyamatosan gyártották. Ez a revolver lett a legelterjedtebb és legkedveltebb amerikai fegyver (a sheriffek, farmerek, cowboyok, marhatolvajok, aranyásók és vadászok önvédelmi fegyvere). Ez az a bizonyos "Colt", a westernfilmek elengedhetetlen kelléke. Néhány éves szünet után, az 1950-es évek második felében a gyártását felújították New Frontier típusjelzéssel is, de csak polgári használatra gyártják. Egyes példányai luxuskivitelben készülnek: ezüst- vagy aranyintarziával, véséssel, elefántcsont vagy gyöngyház markolathéjjal, amin néha faragott bölényfej van.
A Colt Army Revolver hatlövetű, singe action rendszerű (néha Colt Army Single Action Revolver néven is említik), a kakast kézzel kell felhúzni. Peremes hüvelyű töltényt tüzel.
- Huzagszám: 6
- Csavarzathossz: 406 mm
- Ormozatátmérő: 11,23 mm
- Barázdaátmérő: 11,43 mm
- Töltényűrhossz: 32,89 mm
- Teljes töltényhossz: 40,64 mm
- Hüvelyhossz: 32,64 mm
- Lövedékátmérő: 11,58 mm
- A lövedék tömege: 14,65 g
- A lövedék kezdősebessége: 250 m/s
- Max. gáznyomás a csőben: 1100 bar